# Mistrzostwa Łotwy w piłce siatkowej mężczyzn
Mistrzostwa Łotwy w piłce siatkowej mężczyzn (łot. Latvijas čempionāts volejbolā vīriešiem) – rozgrywki mające na celu wyłonienie najlepszej klubowej drużyny siatkarskiej na Łotwie. Po raz pierwszy zorganizowane zostały w 1926 roku. W latach 1946–1990 odbywały się w ramach Łotewskiej SRR.
Najlepsze drużyny z Łotwy występują także w lidze bałtyckiej.

## Historia

### Lata 1920-1945
Na Łotwę piłka siatkowa trafiła za pośrednictwem Związku Chrześcijańskiej Młodzieży Męskiej (YMCA) w latach 20. XX wieku. W 1923 roku YMCA założył Związek Młodzieży Chrześcijańskiej (Jaunekļu kristīgā savienība, JKS), w ramach którego uprawiano siatkówkę. W późniejszych latach w siatkówkę zaczęto grać także w Łotewskim Stowarzyszeniu Sportowym (Latvijas Sporta biedrība, LSB), klubie “Union” oraz w Uniwersytecie Łotewskim (Latvijas Universitāte).
W 1926 roku JKS zorganizował pierwsze mistrzostwa Łotwy w piłce siatkowej, a od 1930 roku rolę organizatora mistrzostw przejął Łotewski Związek Koszykówki (Latvijas Basketbola savienība, LBS). Od drugiej połowy lat trzydziestych zaczęły być organizowane również rozgrywki na niższych szczeblach. W 1937 roku we wszystkich poziomach rozgrywkowych uczestniczyły 44 męskie drużyny.
W pierwszych latach w rozgrywkach dominował JKS. Zdobył on mistrzostwo Łotwy w latach 1926–1931 oraz 1933–1934. W skład drużyny JKS wchodzili m.in. Vilis Samtiņš, Andrejs Bērziņš, Jānis un Pēteris Augusti, Augusts Raubēns, Ādolfs Grasis, Aleksandrs Mālmeistars, Eižens Dupurs, Nikolajs Šenbruns, Jāzeps Šadeiko, Georgs Raudzeps, Valdemārs Baumanis, Jānis Dumpis, Jānis Kļaviņš, Kārlis Sātiņš oraz Gustavs Siliņš.
W okresie międzywojennym mistrzem Łotwy w latach 1933 i 1935 został także klub Universitātes sports (US) oraz w latach 1936–1939 – LSB.
W 1940 roku mistrzostwa nie odbyły się ze względu na agresję ZSRR. Ponownie mistrzostwa zorganizowano w 1941 roku, a ich triumfatorem został klub Spartaks. W okresie II wojny światowej mistrzostwa Łotwy zorganizowano jeszcze w latach 1942–1943. W obu sezonach zwyciężył US.

### Lata 1945-1992
W 1945 roku kwestie związane z siatkówką powierzono sekcji siatkówki Komitetu Kultury Fizycznej i Sportu Łotewskiej Socjalistycznej Republiki Radzieckiej. W 1946 roku po raz pierwszy po wojnie odbyły się łotewskie mistrzostwa. Uczestniczyło w nich sześć drużyn. Zwycięzcą został Spartaks.
W pierwszych latach po wojnie rozgrywki koncentrowały się wokół zespołów z Rygi. W późniejszych latach siatkarskie rozgrywki zaczęły być organizowane w kolejnych ośrodkach, m.in. w Jełgawie, Lipawie, Valmierze i Dyneburgu.

## Medaliści

### Mistrzostwa Łotwy 1926–1939
| Rok  | 1. miejsce |
| ---- | ---------- |
| 1926 | JKS        |
| 1927 | JKS        |
| 1928 | JKS        |
| 1929 | JKS        |
| 1930 | JKS        |
| 1931 | JKS        |
| 1932 | US         |
| 1933 | JKS        |
| 1934 | JKS        |
| 1935 | US         |
| 1936 | LSB        |
| 1937 | LSB        |
| 1938 | LSB        |
| 1939 | LSB        |

### Mistrzostwa Łotwy 1941–1943
| Rok  | 1. miejsce |
| ---- | ---------- |
| 1941 | Spartaks   |
| 1942 | US         |
| 1943 | US         |

### Mistrzostwa Łotewskiej SRR (1946–1990)
| Rok  | 1. miejsce                   |
| ---- | ---------------------------- |
| 1946 | Spartaks                     |
| 1947 | LVU                          |
| 1948 | LVU                          |
| 1949 | Spartaks                     |
| 1950 | LVU                          |
| 1951 | LVU                          |
| 1952 | AVN                          |
| 1953 | AVN                          |
| 1954 | AVN                          |
| 1955 | ASK                          |
| 1956 | ASK                          |
| 1957 | ASK                          |
| 1958 | ASK                          |
| 1959 | LVFKI                        |
| 1960 | LVFKI                        |
| 1961 | RPI                          |
| 1962 | Ekspedīcijas zvejas pārvalde |
| 1963 | RER                          |
| 1964 | RER                          |
| 1965 | RER                          |
| 1966 | RER                          |
| 1967 | ASK                          |
| 1968 | Ķīmiķis Daugavpils           |
| 1969 | Ķīmiķis Daugavpils           |
| 1970 | RPI                          |
| 1971 | Radiotehniķis Ryga           |
| 1972 | RER                          |
| 1973 | RER                          |
| 1974 | RER                          |
| 1975 | RPI                          |
| 1976 | RPI                          |
| 1977 | RPI (juniorzy)               |
| 1978 | VK Ozolnieki                 |
| 1979 | RPI                          |
| 1980 | VK Ozolnieki                 |
| 1981 | Vimpelis                     |
| 1982 | RPI                          |
| 1983 | RPI                          |
| 1984 | ASK                          |
| 1985 | ASK                          |
| 1986 | ASK                          |
| 1987 | ASK                          |
| 1988 | RPI                          |
| 1989 | RPI                          |
| 1990 | RTU                          |

### Mistrzostwa Łotwy od 1992 roku
| Rok  | 1. miejsce                                                        | 2. miejsce                                                        | 3. miejsce                                                        |
| ---- | ----------------------------------------------------------------- | ----------------------------------------------------------------- | ----------------------------------------------------------------- |
| 1992 | Radiotehniķis/Rigonda Ryga                                        |                                                                   |                                                                   |
| 1993 | Rigonda Ryga                                                      |                                                                   |                                                                   |
| 1994 | Vildoga/Murjāņi Ryga                                              |                                                                   |                                                                   |
| 1995 | Vildoga/Murjāņi Ryga                                              |                                                                   |                                                                   |
| 1996 | Vildoga/Ventspils nafta Ryga                                      |                                                                   |                                                                   |
| 1997 | Ventspils nafta Ryga                                              |                                                                   |                                                                   |
| 1998 | Ventspils nafta Ryga                                              |                                                                   |                                                                   |
| 1999 | RDC                                                               |                                                                   |                                                                   |
| 2000 | Poliurs Ozolnieki                                                 |                                                                   |                                                                   |
| 2001 | PCSK/Rīga                                                         | Poliurs Ozolnieki                                                 | Ceļinieks/DPU                                                     |
| 2002 | Poliurs Ozolnieki                                                 | PCSK/LĀSE Rīga                                                    | Daugavpils Universitāte                                           |
| 2003 | LĀSE-R/Rīga                                                       | Poliurs Ozolnieki                                                 | Daugavpils Universitāte                                           |
| 2004 | Poliurs/Biolar Ozolnieki                                          | LĀSE-R/Rīga                                                       | Inčukalns/LU                                                      |
| 2005 | Inčukalns/LU                                                      | Poliurs/Biolar Ozolnieki                                          | LĀSE-R/Rīga                                                       |
| 2006 | LĀSE-R/Rīga                                                       | SK Rīga/LU Inčukalns                                              | Poliurs/Biolar Ozolnieki                                          |
| 2007 | LĀSE-R/Rīga                                                       | SK Rīga                                                           | Poliurs/Biolar Ozolnieki                                          |
| 2008 | LĀSE-R/Rīga                                                       | SK Elvi Kuldīga                                                   | Biolars Ozolnieki                                                 |
| 2009 | LĀSE-R/Rīga                                                       | SK Elvi Kuldīga                                                   | Biolars Ozolnieki                                                 |
| 2010 | Biolars/Olaine Ozolnieki                                          | LĀSE-R/Rīga                                                       | Daugavpils Universitāte                                           |
| 2011 | LĀSE-R/Rīga                                                       | Poliurs Ozolnieki                                                 | Daugavpils Universitāte                                           |
| 2012 | VK Biolars Jełgawa                                                | Poliurs Ozolnieki                                                 | LĀSE-R/Rīga                                                       |
| 2013 | VK Biolars Jełgawa                                                | Poliurs Ozolnieki                                                 | LĀSE-R/Rīga                                                       |
| 2014 | RTU Robežsardze                                                   | VK Biolars Jełgawa                                                | Poliurs Ozolnieki                                                 |
| 2015 | RTU Robežsardze                                                   | VK Biolars Jełgawa                                                | Daugavpils Universitāte                                           |
| 2016 | RTU Robežsardze                                                   | Poliurs Ozolnieki                                                 | VK Biolars Jełgawa                                                |
| 2017 | RTU Robežsardze                                                   | Poliurs Ozolnieki                                                 | VK Biolars Jełgawa                                                |
| 2018 | SK Jēkabpils Lūši                                                 | RTU Robežsardze                                                   | VK Biolars Jełgawa                                                |
| 2019 | SK Jēkabpils Lūši                                                 | RTU Robežsardze                                                   | Daugavpils Universitāte                                           |
| 2020 | Ze względu na pandemię COVID-19 Mistrzostwa Łotwy nie odbyły się. | Ze względu na pandemię COVID-19 Mistrzostwa Łotwy nie odbyły się. | Ze względu na pandemię COVID-19 Mistrzostwa Łotwy nie odbyły się. |
| 2021 | SK Jēkabpils Lūši                                                 | RTU Robežsardze/Jūrmala                                           | Daugavpils Universitāte/Ezerzeme                                  |
| 2022 | SK Jēkabpils Lūši                                                 | RTU Robežsardze/Jūrmala                                           | Daugavpils Universitāte/Ezerzeme                                  |
| 2023 | Ezerzeme/Daugavpils Universitāte                                  | RTU Robežsardze/Jūrmala                                           | SK Jēkabpils Lūši                                                 |
| 2024 | SK Jēkabpils Lūši                                                 | Ezerzeme/Daugavpils Universitāte                                  | RTU Robežsardze/Jūrmala                                           |
| 2025 | Robežsardze/Rīga                                                  | Ezerzeme/Daugavpils Universitāte                                  | SK Jēkabpils Lūši                                                 |